# 12286 Пуазейль
12286 Пуазе́йль (12286 Poiseuille) — астероїд головного поясу, відкритий 8 квітня 1991 року.
Тіссеранів параметр щодо Юпітера — 3,632.
Названо на честь Жана Марі Луї Пуазейля (фр. J. L. Poiseuille; 1799–1869) — французького лікаря і фізика.